# Hymn Haiti
La Dessalinienne – pieśń na cześć Jean-Jacques Dessalinesa napisana przez Justina Lhérissona i skomponowana przez 
Nicolasa Geffrarda. W 1904 r., w stulecie ogłoszenia niepodległości Haiti La Dessalinienne została ogłoszona narodowym hymnem Haiti.

## Oficjalny tekst francuski
Pour le Pays, Pour la Patrie,

Marchons unis, marchons unis.

Dans nos rangs point de traîtres!

Du sol soyons seuls maîtres.

Marchons unis, marchons unis

Pour le Pays, pour la Patrie,

Marchons, marchons, marchons unis,

Pour le Pays, Pour la Patrie.

Pour les Aïeux, pour la Patrie

Béchons joyeux, béchons joyeux

Quand le champ fructifie

L'âme se fortifie

Béchons joyeux, béchons joyeux

Pour les Aïeux, pour la Patrie

Béchons, béchons, béchons joyeux

Pour les Aïeux, pour la Patrie

Pour le Pays et pour nos Pères

Formons des Fils, formons des Fils

Libres, forts et prospères

Toujours nous serons frères

Formons des Fils, formons des Fils

Pour le Pays et pour nos Pères

Formons, formons, formons des Fils

Pour le Pays et pour nos Pères

Pour les Aïeux, pour la Patrie

O Dieu des Preux, O Dieu des Preux!

Sous ta garde infinie

Prends nos droits, notre vie

O Dieu des Preux, O Dieu des Preux!

Pour les Aïeux, pour la Patrie

O Dieu, O Dieu, O Dieu des Preux

Pour les Aïeux, pour la Patrie

Pour le Drapeau, pour la Patrie

Mourir est beau, mourir est beau!

Notre passé nous crie:

Ayez l'âme aguerrie!

Mourir est beau, mourir est beau

Pour le Drapeau, pour la Patrie

Mourir, mourir, mourir est beau

Pour le Drapeau, pour la Patrie 